# Valberto Amorim dos Santos
Valberto Amorim dos Santos (Santos, 16 maart 1973), ook wel kortweg Beto genoemd, is een voormalig Braziliaans voetballer.